# Сауседо, Фернандо
Ферна́ндо Хавье́р Саусе́до Пере́йра (исп. Fernando Javier Saucedo Pereyra; родился 15 марта 1990 года, Ла-Пас, Боливия) — боливийский футболист, полузащитник клуба «Боливар» и сборной Боливии.

## Клубная карьера
Сауседо начал профессиональную карьеру в клубе «Ориенте Петролеро». 6 мая 2010 года в матче против «Хорхе Вильстерманн» он дебютировал в чемпионате Боливии. 19 июля в поединке против «Сан-Хосе Оруро» Фернандо забил свой первый гол за «Ориенте Петролеро». В своём первом сезоне Сауседо стал чемпионом страны. 15 апреля 2011 года в матче Кубка Либертадорес против бразильского «Гремио» Фернандо забил гол. В начале 2015 года он перешёл в «Гуабиру», за которую отыграл полгода.
Летом 2015 года Сауседо подписал контракт с «Хорхе Вильстерманн». 9 августа в матче против «Реал Потоси» он дебютировал за новую команду. В первом же сезоне Фернандо помог клубу выиграть чемпионат.

## Международная карьера
В начале 2009 года Сауседо в составе молодёжной сборной Боливии принял участие в молодёжном чемпионате Южной Америки в Венесуэле. На турнире он сыграл в матчах против Уругвая, Парагвая и Чили.
30 марта 2016 года в отборочном матче чемпионата мира 2018 против сборной Аргентины Сауседо дебютировал за сборную Боливии, заменив во втором тайме Диего Бехарано.
В 2016 году в составе сборной Фернандо принял участие в Кубке Америки в США. На турнире он сыграл в матче против команды Панамы.

## Достижения
Командные
 «Ориенте Петролеро»
- Чемпионат Боливии по футболу — Клаусура 2010

 «Хорхе Вильстерманн»
- Чемпионат Боливии по футболу — Клаусура 2015